# Pulsatrix melanota
Il gufo ventrefasciato, gufo dalla coda a fasce o gufo panciabarrata (Pulsatrix melanota Tschudi, 1844) è un uccello rapace della famiglia Strigidae, presente in Bolivia, Colombia, Ecuador e Perù.

## Tassonomia
Il gufo ventrefasciato comprende le seguenti sottospecie:
- Pulsatrix melanota melanota - König, Weick & Becking, 1999
- Pulsatrix melanota philosica - Todd, 1947